# Laurence Gluck
Laurence Gluck (29 de enero de 1953 – 13 de junio de 2024) fue un empresario, inversor y abogado estadounidense. Con sede en Nueva York, fue el fundador de la compañía inmobiliaria Stellar Management.

## Primeros años y educación
Gluck nació en una familia judía y se crio en un apartamento de renta controlada de dos dormitorios y un baño en el Bronx. Tenía dos hermanos y una hermana. Su padre trabajaba para una empresa de catering y operaba un restaurante, mientras que su madre trabajaba como contadora en un concesionario de Chrysler. Gluck trabajó como camarero en los Catskills. En 1968, la familia se mudó a Rego Park, Queens. Se graduó del Queens College con una licenciatura en Psicología y luego obtuvo un título en Derecho (J.D.) de la Facultad de Derecho de la Universidad de St. John's.
Después de la escuela, trabajó en varios bufetes de abogados antes de trabajar como litigante en el bufete Proskauer, Rose, Goetz & Mendelsohn, y luego, en 1980, aceptó un trabajo en derecho inmobiliario en Dreyer & Traub, donde más tarde se convirtió en socio. Aceptó una reducción salarial (de $50,000 a $35,000) para ir a Dreyer y Traub. Reuniendo dinero de familiares y amigos, compró su primer edificio en Carroll Gardens, Brooklyn.

## Carrera empresarial
En 1985, Gluck se asoció con su colega abogado de Dreyer & Traub, Steve Witkoff, y fundó Stellar Management (el nombre Stellar deriva de Steve y Larry), y compraron edificios baratos en Washington Heights. En 1998, debido al colapso del mercado inmobiliario, Witkoff y Gluck disolvieron su asociación, quedándose Gluck con las propiedades residenciales bajo su firma Stellar Management y Witkoff con los edificios de oficinas bajo su firma Witkoff Group. Stellar, con Gluck a la cabeza, se centró entonces en la reubicación y renovación de viviendas de alquiler de clase media subsidiada en la ciudad de Nueva York.
A partir de 2004, compró más de una docena de complejos residenciales envejecidos que habían sido construidos con subsidios estatales (ver el programa Mitchell-Lama). A medida que los subsidios expiraban, reemplazaba a los residentes con alquiler regulado por inquilinos a precio de mercado (que generalmente pagaban el doble o triple del alquiler). Aunque generalmente renovaba las instalaciones, tuvo confrontaciones con grupos de inquilinos en varias de sus propiedades, incluyendo Independence Plaza en Manhattan, Meadow Manor en Flushing, Queens, y Castleton Park en Staten Island, y fue criticado por reducir el inventario de viviendas con alquiler regulado en la ciudad de Nueva York. En 2005, pidió prestados $250 millones para comprar y renovar las Riverton Houses, un desarrollo residencial de 1,232 unidades en Harlem, Nueva York, con el 90 por ciento de sus unidades estabilizadas por alquiler, pero lo perdió por ejecución hipotecaria en 2008 cuando el auge inmobiliario colapsó.
En 2005, Gluck firmó un contrato para comprar las Tivoli Towers de 33 pisos en Crown Heights, Brooklyn, con planes de sacarlas del programa Mitchell-Lama, pero fue impedido cuando los inquilinos descubrieron un convenio que prohibía a Tivoli salir del programa Mitchell-Lama hasta 2024. Se inició un litigio y la confrontación se politizó con la oposición tanto del presidente del condado, Marty Markowitz, como del senador estadounidense Chuck Schumer a la compra de Gluck. En 2010, la Corporación de Desarrollo de Vivienda de la Ciudad de Nueva York, incapaz de encontrar otro comprador que renovara la propiedad envejecida, llegó a un acuerdo con Gluck: la ciudad proporcionaría a Gluck una hipoteca de bajo interés de $45.7 millones para comprar la instalación y se le permitiría aumentar los alquileres, aunque de una manera más medida (aún duplicándolos). La expiración de los créditos Mitchell-Lama también se extendería de 2024 a 2040. A partir de 2010, Stellar Management poseía 24,000 apartamentos en Nueva York, Chicago, Washington y San Francisco.

## Vida personal
Laurence Gluck estuvo casado con Sandra Gluck; tuvieron tres hijas: Amanda, Dana y Heather. Laurence Gluck murió de esclerosis lateral amiotrófica el 13 de junio de 2024, a los 71 años. Fue diagnosticado por primera vez en 2013.